# 22 septembre 1972
Le vendredi 22 septembre 1972 est le 266e jour de l'année 1972.

## Naissances
- Émile Perreau-Saussine (mort le 23 février 2010), professeur d’histoire de la pensée politique en France et au Royaume-Uni
- Adam Łabędzki, pilote motonautique polonais
- Alessandro Frosini, joueur de basket-ball italien
- Alexandre Rey, joueur de football suisse
- Carolina Márquez, disc-jockey et chanteuse italo-colombienne.
- Dana Vespoli, actresse pornographique américaine
- Derrick Gainer, boxeur américain
- Gaúcho, joueur de football brésilien
- Idoia Sagastizabal, femme politique espagnole
- K-mel, chanteur français
- Lucio Pedercini, pilote de vitesse moto professionnel italien
- Manuel Cardoni, joueur de football luxembourgeois
- Marcus Campbell, joueur de snooker professionnel écossais
- Paris Inostroza, épéiste chilien
- Pat Falloon, joueur de hockey sur glace canadien
- Paul Casey Puckett, skieur alpin américain
- Serge Blanc, footballeur français
- Tony Diprose, joueur anglais de rugby à XV
- Zewdie Hailemariam, athlète éthiopienne

## Décès
- Artur Rother (né le 12 octobre 1885), chef d'orchestre allemand
- Benedicto Kiwanuka (né le 8 mai 1922), homme politique ougandais
- Boris Livanov (né le 8 mai 1904), acteur
- Jūji Tanabe (né le 4 août 1884), spécialiste de la littérature anglaise, professeur et alpiniste japonais